# مریم‌گلی چینی
مریم‌گلی چینی (نام علمی: Salvia chinensis) نام یک گونه از سرده مریم‌گلی است.